# Tommy Knudsen
Tommy Knudsen (født 9. november 1961 i Roager) er en tidligere dansk speedwaykører og vinder af VM for hold og par med en 3. plads i 1981 som bedste individuelle VM-resultat. Tommy Knudsen led hele karrieren under mange skader og ufrivillige pauser.
Han er af konkurrenten Hans Nielsen beskrevet som den bedste af de speedwaykørere, der aldrig blev verdensmester, og var senest tilknyttet sporten som sportschef for den polske storklub Sparta fra Wrocław
| Sport | Spire Denne artikel om sport er en spire som bør udbygges. Du er velkommen til at hjælpe Wikipedia ved at udvide den. |